# Anthony Lacroix
Anthony Lacroix est un écrivain, libraire et éditeur installé à Rimouski, au Québec.

## Biographie
Anthony Lacroix passe son enfance dans le village de Saint-Claude, situé dans les Cantons-de-l'Est, et la fin de son adolescence dans la ville de Windsor,. Il réalise des études en littérature à l'Université de Sherbrooke et à l'Université du Québec à Rimouski,.
Il s'implique depuis 2009 dans le domaine littéraire comme éditeur et fonde en 2012 les éditions Fond'tonne, en plus d'être actif au sein de la scène du slam de Sherbrooke en 2015. En 2019, il est animateur d'ateliers sur la poésie pour Les voix de la poésie, en plus d'y agir en tant que juge,. En 2021 et 2022, il coordonne le podcast de création le Mot bruit,.
Il a fait paraître divers textes dans des revues et zines. Il a publié, en 2021, le recueil Les femmes que j'aime ne font pas de bicyclette et, en 2022, La scoliose des pommiers, tous deux chez les éditions de la maison en feu.
Son plus récent livre est Proust au gym paru aux éditions de Ta mère le 9 avril 2024 et reçoit depuis une belle réception critique.
Se disant performeur avant d'être écrivain, il a fait des performances vouées exclusivement à la scène durant de nombreuses années avant de se consacrer à l'écriture de ses livres.
En 2015, il s’installe à Rimouski, et rédige depuis 2019 une thèse subventionnée par le Conseil de recherches en sciences humaines (CRSH) sur les fictions refuges, sous la direction de Martin Robitaille, professeur à l'Université du Québec à Rimouski (UQAR),.
Il est membre de la Société internationale des recherches sur la fiction et la fictionnalité (S.I.R.F.F.) de l'Université Sorbonne Nouvelle - Paris III.

## Œuvres

### Littérature

#### Livres
- Proust au gym, Montréal, Les éditions de ta mère, 2024 (ISBN 9782925110835)
- La scoliose des pommiers, Montréal, Les éditions de la maison en feu, 2022, 131 p. (ISBN 9782924888155)
- Les femmes que j'aime ne font pas de bicyclette, Montréal, Les éditions de la maison en feu, 2021, 112 p. (ISBN 9782924888100, OCLC 1261648362)
- Carcasse d'occident: haïkus et autres non-poèmes (ill. Delphie Côté-Lacroix), Sherbrooke, Les éditions Fond'tonne, 2014 (ISBN 9782981439215, OCLC 937851252)

#### Fanzines
- Quand le Saint-Laurent se brisera en morceaux il nous restera au moins la poésie sur laquelle marcher, 2022 (ISBN 9782981832023) — avec Émilie Pedneault.
- Derrière les portes closes, Sherbrooke, Les éditions Fond'tonne, coll. « Broches à foin », 2015, 30 p. (ISBN 9782981439239, OCLC 1056200028)
- Les fonctionnelles : histoires à se raconter, Sherbrooke, Les éditions Fond'tonne, coll. « Broches à foin », 2014, 24 p. (ISBN 9782981439208, OCLC 937876778)

#### Collectifs
- Fait chaud, Gould, Les éditions du Buvard, 2019

### Spectacles
- Mon thorax est une maison pleine de fenêtres (avec l'artiste Stéphanie Beaudoin), 2020[1]
- Le quartier de ton corps, 2016[5]
- Haut comme trois (avec les artistes Jean-François Vachon et Marianne V), 2013[5]

## Prix et honneurs
- 2022 : Finaliste au prix Ouvrage francophone du Gala expozine pour son recueil de nouvelles Les femmes que j'aime ne font pas de bicyclette
- 2020 : Prix Jinette Côté de la Fondation de l’UQAR pour l'organisme à but non lucratif Les éditions Fond’tonne[12]
- 2019 : Dans le top 20 des meilleures chansons francophones de l’ADISQ pour la chanson Ferme les lumières chantée par l’artiste Félixe
- 2017 : Finaliste au prix de poésie Geneviève Amyot[13]
- 2016 : Mention spéciale par le concours Poésie en Liberté
- 2015 : Demi finaliste au prix Poésie Radio-Canada[14]
- 2015 : Membre de l'équipe sherbrookoise de slam à la LIQS
- 2015 : Finaliste au prix Ouvrage francophone du Gala expozine pour son recueil Carcasse d'occident, Haïkus et autres non-poèmes
- 2013 : Membre de l’équipe de Sherbrooke au Canadian festival of Spoken Word